# Bernardo Ferrara
Bernardo Ferrara (Vercelli (Piemont), 7 d'abril, 1810 - Vercelli 1 de setembre, 1882), fou un violinista italià.

## Biografia
Des de petit va estudiar música amb els germans de la seva mare, als 12 anys va ingressar al Conservatori de Milà a la classe de violí d'Alessandro Rolla, i també va estudiar composició sota la direcció de Francesco Basili. Es va graduar al conservatori l'any 1829, després d'haver debutat com a director d'òpera a la seva ciutat natal un any abans. Durant un temps va ocupar el càrrec de concertino a l'orquestra del Teatre Carcano de Milà, després va ser concertino de segon violins a La Scala. Des de 1835 va ser el concertista de l'Òpera de Parma, on va ser patrocinat per Maria Lluïsa d'Àustria. A partir de 1833 va assistir a Alessandro Rolla al Conservatori de Milà, el 1840 hi va rebre la seva pròpia classe de violí i es va concentrar principalment en la docència. Va publicar el seu propi curs de violí en italià: Lo Studio del Violino Elementare e Progressio. Entre els seus alumnes, en particular, Luigi Arditi. L'any 1861, començat a quedar sord, deixà la docència i donà la col·lecció d'instruments musicals que havia recollit a l'Institut de Cecs de Milà. Va passar els últims anys de la seva vida a Vercelli.
Autor d'una sèrie de peces per a violí, principalment variacions de concert sobre temes d'òperes famoses.